# Mad Catz
Mad Catz é uma empresa americana que produz acessórios para vídeo games. Com sede em San Diego,

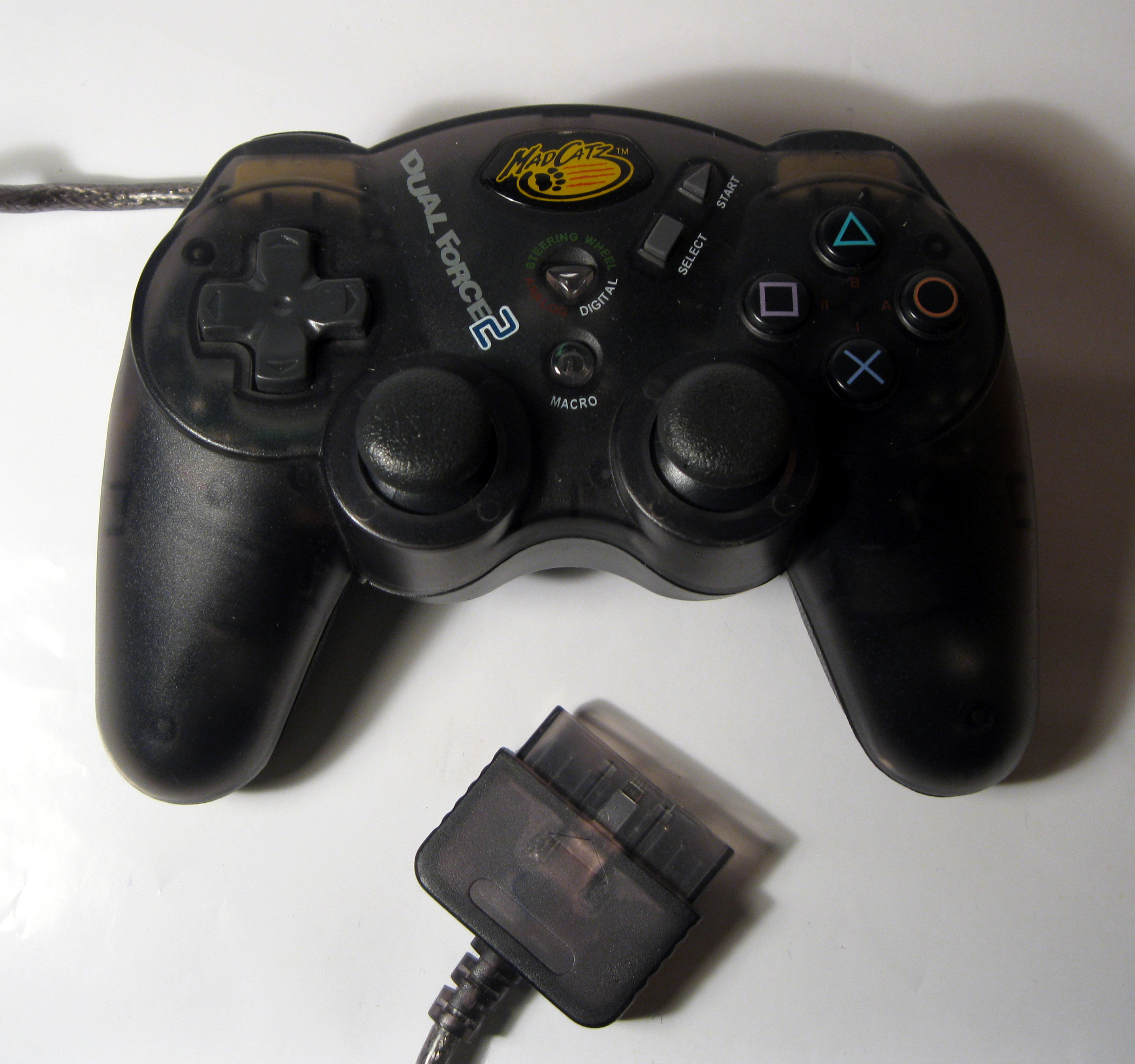
Gamepad da Mad Catz.

A empresa foi fundada por Darren Richardson em 1989 sob o título de Patch Ventures, em 2003 adquiriu a GameShark, em 2013 lançou seu microconsole M.O.J.O. rodando sobre a plataforma Android, a empresa decretou falência em 2017. Porém, reabriu em 2018 dessa vez em Kowloon em Hong Kong.